# Diplocephalus pullinus
Diplocephalus pullinus là một loài nhện trong họ Linyphiidae.
Loài này thuộc chi Diplocephalus. Diplocephalus pullinus được Eugène Simon miêu tả năm 1918.